# Myrmeciza immaculata
A Myrmeciza immaculata a madarak osztályának verébalakúak (Passeriformes) rendjébe és a hangyászmadárfélék (Thamnophilidae) családjába tartozó faj.

## Rendszerezése
A fajt Frédéric de Lafresnaye francia ornitológus írta le 1845-ben, a Thamnophilus nembe Thamnophilus immaculatus néven. Besorolása erősen vitatott, egyes szervezetek az Akletos nembe sorolják Akletos immaculatus néven, a legújabb kutatások a  Hafferia nembe sorolják  Hafferia immaculata néven.

## Alfajai
- Myrmeciza immaculata zeledoni Ridgway, 1909
- Myrmeciza immaculata macrorhyncha Robbins & Ridgely, 1993
- Myrmeciza immaculata brunnea Phelps, Sr. & Phelps, Jr., 1955
- Myrmeciza immaculata immaculata (Lafresnaye, 1845)

## Előfordulása
Costa Rica, Panama, Ecuador, Kolumbia és Venezuela területén honos. A természetes élőhelyei a szubtrópusi és trópusi párás síkvidéki erdők.

## Életmódja
Rovarokkal táplálkozik, de valószínűleg kisebb gerinceseket is zsákmányol.

## Külső hivatkozás
- Képek az interneten a fajról
- Internet Bird Collection - videók a fajról
- Xeno-canto.org - a faj hangja